# Avraam (Šumilin)
Avraam (světským jménem: Alexej Fjodorovič Šumilin; 16. května 1761, Bystroje – 18. dubna 1844, Jaroslavl) byl ruský duchovní ruské pravoslavné církve a arcibiskup jaroslavský a rostovský.

## Život
Narodil se 16. května 1761 ve vesnici Bystroje v Moskevské gubernii.
Studoval na Krutickém duchovním semináři a roku 1782 byl rukopoložen na jereje se službou ve vesnických farnostech. Roku 1784 se stal ključarem (pomocník představeného) katedrálního chrámu Zesnutí přesvaté Bohorodice krutické eparchie. Zároveň se stal učitelem poezie na Krutickém duchovním semináři.
Od roku 1788 pobýval při chrámu svaté Kateřiny u Moskevského sirotčince. Zde vyučoval děti Boží Zákon (katechismus).
Roku 1811 byl ustanoven protojerejem se službou v chrámu svatého archanděla Michaela v Moskevském Kremlu.
Během francouzské invaze do Moskvy roku 1812 byl pověřen arcibiskupem moskevským a kolomenským Avgustinem (Vinogradským), aby přenesl patriarchální sakristii, knihovnu a sakristii Trojicko-sergijevské lávry do monastýru Proměny Páně ve Vologdě. Ve Vologdě pobýval do roku 1813. Mezitím ovdověl a poté se vrátil zpět do Moskvy.
Dne 3. dubna 1813 byl postřižen na monacha se jménem Avraam a brzy byl povýšen na archimandritu. Dne 6. dubna 1813 byl ustanoven představeným Zlatoustovského monastýru.
Dne 26. června 1816 byl převeden do monastýru Zjevení Páně a 20. prosince 1817 byl jmenován představeným Spaso-Andronikovského monastýru.
Roku 1818 začal vykonávat kněžskou službu v Petrohradě a stejného roku byl Nejsvětějším synodem zvolen biskupem tulským a beljovským. Dne 21. července 1818 proběhla jeho biskupská chirotonie.
Dne 29. října 1821 byl ustanoven biskupem astrachaňským a kavkazským s povýšením na arcibiskupa.
Dne 23. června 1823 mu byl udělen řád svaté Anny I. stupně.
Od 7. května 1824 působil jako arcibiskup jaroslavský a rostovský.
Roku 1825 byl povolán do Petrohradu na zasedání Nejsvětějšího synodu a následující rok se stal členem Nejvyššího trestního soudu pro záležitosti děkabristů.
Dne 22. srpna 1826 mu byl udělen řád sv. Alexandra Něvského.
Roku 1827 se vrátil do své eparchie. Během své biskupské služby se velmi staral o zkrášlování chrámů.
Dne 3. září 1836 byl penzionován s pobytem v Tolgském monastýru s právem spravovat monastýr. Během svého důchodu monastýr zrekonstruoval.
Zemřel 18. dubna 1844 v Tolgském monastýru a byl zde i pohřben.